# Poland Songs
Poland Songs – cotygodniowa lista przebojów, sporządzana i publikowana przez amerykański tygodnik „Billboard”. Przedstawia 25 najpopularniejszych utworów muzycznych na terenie Polski na podstawie danych o sprzedaży cyfrowej i odtworzeniach w serwisach strumieniowych, gromadzonych przez przedsiębiorstwo Luminate. Każde notowanie obejmuje okres od piątku do czwartku, jest publikowane w kolejny wtorek i datowane na następną sobotę.
Poland Songs jest jedną z list z grupy Hits of the World, obejmującej notowania krajowe. „Billboard” ogłosił ich uruchomienie 14 lutego 2022. Pierwsze notowanie było datowane na 22 lutego 2022.
Poland Songs jest jedną z trzech list popularności singli na terenie Polski, obok OLiA i OLiS – single w streamie publikowanych przez Związek Producentów Audio-Video.

## Listy numerów jeden
- Single numer jeden w roku 2022 (Polska)
- Single numer jeden w roku 2023 (Polska)
- Single numer jeden w roku 2024 (Polska)
- Single numer jeden w roku 2025 (Polska)

## Statystyki
Opracowano na podstawie archiwów listy Poland Songs.

### Utwory z największą liczbą tygodni na pierwszym miejscu
| Liczba | Utwór             | Wykonawcy                          |
| ------ | ----------------- | ---------------------------------- |
| 11     | „Dom nad wodą”    | Pezet                              |
| 9      | „Flowers”         | Miley Cyrus                        |
| 9      | „Last Christmas”  | Wham!                              |
| 7      | „Nic dwa razy”    | Sanah                              |
| 7      | „Złote Tarasy”    | Mr. Polska i Abel de Jong          |
| 7      | „Chyba że z Tobą” | Modelki                            |
| 6      | „5 influencerek”  | Zeamsone                           |
| 6      | „Jetlag”          | Malik Montana, DaChoyce i The Plug |
| 6      | „Taxi”            | Kizo, gościnnie: Bletka            |
| 6      | „Lloret de Mar”   | Mata                               |

### Wykonawcy z największą liczbą utworów na pierwszym miejscu
| Liczba | Wykonawca      | Utwory                                                                                              |
| ------ | -------------- | --------------------------------------------------------------------------------------------------- |
| 6      | Mata           | „Patoprohibicja (28.01.2022)”, „Jestem poj384ny”, „</3”, „1 na 100”, „Lloret de Mar”, „Up! Up! Up!” |
| 5      | Bletka         | „Taxi”, „Hero”, „100 BPM”, „Róż”, „Dolce vita”                                                      |
| 5      | Kizo           | „Taxi”, „Hero”, „100 BPM”, „Dolce vita”, „Kierownik”                                                |
| 4      | Sobel          | „Uzi”, „Ile lat?”, „Kochasz?”, „Cha cha”                                                            |
| 4      | White 2115     | „RiRi”, „Ketchup”, „Dresscode”, „1 na 100”                                                          |
| 3      | Gibbs          | „Piękny świat”, „Drive”, „Róż”                                                                      |
| 3      | Sanah          | „Szary świat”, „Nic dwa razy”, „Marcepan”                                                           |
| 3      | Szpaku         | „Plaster”, „Młody Manson”, „Dolce vita”                                                             |
| 2      | Bedoes         | „Ketchup”, „Dresscode”                                                                              |
| 2      | Malik Montana  | „Jetlag”, „Do tańca”                                                                                |
| 2      | Modelki        | „Chyba że z Tobą”, „Santa Cruz”                                                                     |
| 2      | Smolasty       | „Pijemy za lepszy czas”, „Nim zajdzie słońce”                                                       |
| 2      | Taco Hemingway | „Dresscode”, „Cichosza”                                                                             |

### Wykonawcy z największą liczbą tygodni na pierwszym miejscu
| Liczba | Wykonawca     | Utwory z liczbą tygodni                                                                                                |
| ------ | ------------- | --- |
| 22     | Bletka        | „Taxi” (6) „Hero” (5) „100 BPM” (3) „Róż” (5) „Dolce vita” (3)                                                         |
| 18     | Kizo          | „Taxi” (6) „Hero” (5) „100 BPM” (3) „Dolce vita” (3) „Kierownik” (1)                                                   |
| 15     | Mata          | „Patoprohibicja (28.01.2022)” (1) „Jestem poj384ny” (4) „</3” (1) „1 na 100” (1) „Lloret de Mar” (6) „Up! Up! Up!” (2) |
| 13     | Sanah         | „Szary świat” (3) „Nic dwa razy” (7) „Marcepan” (3)                                                                    |
| 11     | Pezet         | „Dom nad wodą” (11) |
| 10     | Sobel         | „Uzi” (4) „Ile lat?” (2) „Kochasz?” (2) „Cha cha” (2)                                                                  |
| 10     | White 2115    | „RiRi” (6) „Ketchup” (1) „Dresscode” (2) „1 na 100” (1)                                                                |
| 9      | Miley Cyrus   | „Flowers” (9) |
| 9      | Szpaku        | „Plaster” (5) „Młody Manson” (1) „Dolce vita” (3)                                                                      |
| 9      | Wham!         | „Last Christmas” (9)                                                                                                   |
| 8      | Gibbs         | „Piękny świat” (2) „Drive” (1) „Róż” (5)                                                                               |
| 8      | Modelki       | „Chyba że z Tobą” (7) „Santa Cruz” (1)                                                                                 |
| 7      | Abel de Jong  | „Złote Tarasy” (7) |
| 7      | Malik Montana | „Jetlag” (6) „Do tańca” (1)                                                                                            |
| 7      | Mr. Polska    | „Złote Tarasy” (7) |
| 6      | DaChoyce      | „Jetlag” (6) |
| 6      | The Plug      | „Jetlag” (6) |
| 6      | Smolasty      | „Pijemy za lepszy czas” (2) „Nim zajdzie słońce” (4)                                                                   |
| 6      | Zeamsone      | „5 influencerek” (6)                                                                                                   |